# Liste der Bodendenkmäler in Ludwigsstadt
Auf dieser Seite sind die Bodendenkmäler in der oberfränkischen Stadt Ludwigsstadt zusammengestellt. Diese Tabelle ist eine Teilliste der Liste der Bodendenkmäler in Bayern. Grundlage ist die Bayerische Denkmalliste, die auf Basis des Bayerischen Denkmalschutzgesetzes vom 1. Oktober 1973 erstmals erstellt wurde und seither durch das Bayerische Landesamt für Denkmalpflege geführt wird. Die folgenden Angaben ersetzen nicht die rechtsverbindliche Auskunft der Denkmalschutzbehörde.

## Bodendenkmäler der Gemeinde Ludwigsstadt

### Bodendenkmäler in der Gemarkung Ebersdorf
| Lage                 | Objekt | Akten-Nr.     | Bild |
| -------------------- | --- | ------------- | ---- |
| Ebersdorf (Standort) | Mittelalterliche Wüstung Kursdorf.                                                                                                 | D-4-5534-0008 |      |
| Ebersdorf (Standort) | Befunde des Mittelalters und der frühen Neuzeit im Bereich der Evangelisch-Lutherischen Pfarrkirche Maria Magdalena von Ebersdorf. | D-4-5534-0015 |      |

### Bodendenkmäler in der Gemarkung Lauenhain
| Lage                 | Objekt | Akten-Nr.     | Bild |
| -------------------- | --- | ------------- | ---- |
| Lauenhain (Standort) | Frühneuzeitliche Schanzen. | D-4-5534-0002 |      |
| Lauenhain (Standort) | Befunde des Mittelalters und der frühen Neuzeit im Bereich der Evangelisch-Lutherischen Filialkirche St. Franziskus von Lauenhain. | D-4-5534-0029 |      |

### Bodendenkmäler in der Gemarkung Lauenstein
| Lage                  | Objekt | Akten-Nr.     | Bild |
| --------------------- | --- | ------------- | ---- |
| Lauenstein (Standort) | Untertägige Bauteile von hoch- bis spätmittelalterlichen Vorgängeranlagen der Burg Lauenstein und deren zugehöriger Nebengebäude.      | D-4-5434-0001 |      |
| Lauenstein (Standort) | Vermutlich Wüstung des frühen und hohen Mittelalters.                                                                                  | D-4-5434-0002 |      |
| Lauenstein (Standort) | Vorgängerbau sowie Befunde des Mittelalters und der frühen Neuzeit im Bereich der Evangelisch-Lutherischen Pfarrkirche von Lauenstein. | D-4-5434-0003 |      |

### Bodendenkmäler in der Gemarkung Ludwigsstadt
| Lage                    | Objekt | Akten-Nr.     | Bild |
| ----------------------- | --- | ------------- | ---- |
| Ludwigsstadt (Standort) | Befunde des Mittelalters im Bereich der profanierten Marienkapelle in Ludwigsstadt.                                               | D-4-5534-0009 |      |
| Ludwigsstadt (Standort) | Hoch- und spätmittelalterlicher Turmhügel. Siehe auch: Turmhügel Ludwigsstadt                                                     | D-4-5534-0010 |      |
| Ludwigsstadt (Standort) | Befunde des Mittelalters und der frühen Neuzeit im Bereich der Evangelisch-Lutherischen Pfarrkirche St. Michael von Ludwigsstadt. | D-4-5534-0011 |      |
| Ludwigsstadt (Standort) | Verhüttungsplatz der frühen Neuzeit.                                                                                              | D-4-5534-0013 |      |
| Ludwigsstadt (Standort) | Mittelalterlicher und frühneuzeitlicher Ansitz.                                                                                   | D-4-5534-0014 |      |

### Bodendenkmäler in der Gemarkung Steinbach a.d.Haide
| Lage                           | Objekt | Akten-Nr.     | Bild |
| ------------------------------ | --- | ------------- | ---- |
| Steinbach a.d.Haide (Standort) | Vorgängerbau sowie Befunde des Mittelalters und der Neuzeit im Bereich der Evangelisch-Lutherischen Pfarrkirche St. Elisabeth in Steinbach a.d.Haide. | D-4-5434-0007 |      |